# Paralatisternum ochreofasciculosum
Paralatisternum ochreofasciculosum là một loài bọ cánh cứng trong họ Cerambycidae.